# خانه محمدنبی افشاریان
خانه محمدنبی افشاریان مربوط به سدهٔ ۱۴ ه.ق است و در شیراز، انتهای خیابان لطفعلی خان زند واقع شده و این اثر در تاریخ ۳۰ اردیبهشت ۱۳۵۴ با شمارهٔ ثبت ۱۰۷۲ به‌عنوان یکی از آثار ملی ایران به ثبت رسیده است.